# Sphagemacrurus richardi
Sphagemacrurus richardi är en fiskart som först beskrevs av Weber, 1913.  Sphagemacrurus richardi ingår i släktet Sphagemacrurus och familjen skolästfiskar. Inga underarter finns listade i Catalogue of Life.